# Will Hay
Pour les articles homonymes, voir Hay.
William Thomson Hay, dit Will Hay, est un acteur, scénariste et réalisateur britannique né le 6 décembre 1888 à Stockton-on-Tees (Royaume-Uni), et mort le 18 avril 1949 à Chelsea (Royaume-Uni). C'est aussi un comique, un régisseur, un pilote et un astronome amateur.

## Biographie
En 1933, il a observé la grande tache blanche de Saturne.

## Filmographie

### comme scénariste
- 1935 : Dandy Dick (en)
- 1935 : Boys Will Be Boys
- 1936 : Windbag the Sailor (en)
- 1936 : Where There's a Will (film, 1936) (en)

### comme réalisateur
- 1942 : The Black Sheep of Whitehall, coréalisé avec Basil Dearden
- 1942 : The Goose Steps Out, coréalisé avec Basil Dearden
- 1943 : My Learned Friend, coréalisé avec Basil Dearden

## Honneur
L'astéroïde (3125) Hay porte son nom.